# Archimédés
Archimédés ze Syrakus, řecky Αρχιμήδης, latinsky Archimedes (287 př. n. l.? – 212 př. n. l. Syrakusy) byl řecký matematik, fyzik, filozof, vynálezce a astronom.
Archimédés je považován za jednoho z nejvýznamnějších vědců klasického starověku, za největšího matematika své epochy a jednoho z největších matematiků vůbec.
Použil vykrývací metodu k výpočtu plochy segmentu paraboly (využil součtu nekonečné geometrické řady pravidelných ploch, kterými segment vyplnil), a předjal tak myšlenky integrálního počtu. Zabýval se metodou výpočtu délky kružnice a na svou dobu přesně odhadl číslo pí. Také definice spirály nesoucí jeho jméno a vzorce pro výpočet objemů těles byly na tehdejší dobu převratné.
Na poli fyziky patří mezi jeho nejslavnější objevy ve statice (mechanická rovnováha, vysvětlení principu páky) a hydrostatice (Archimédův zákon). Navrhl a sestrojil mnoho vynálezů, sloužících pro potřeby jeho rodného města Syrakus, včetně šnekového čerpadla, kterým byla vybavena největší loď starověku Syrakúsia.
Některé legendární obranné stroje, které Archimédés vynalezl, byly v moderní době zrekonstruovány a ukázalo se, že mohly být funkční. Zrcadla, kterými měl podle legend zapalovat římské lodě, mezi ně ale nejspíše nepatří; pravděpodobnější teorie, kterou podporoval i Leonardo da Vinci a Galén, je, že Archimédés použil k zapálení lodí parní kanón.
Archimédés byl zabit během druhé punské války římským vojskem pod vedením Marca Claudia Marcella při obraně svého rodného města. O jeho smrti se nám dochovala legenda, podle které odmítl po dobytí Syrakus následovat římského vojáka dříve, než dořeší matematický problém. To vojáka rozzuřilo a Archiméda zabil. Římský řečník Cicero sto padesát let poté údajně nalezl a popsal Archimédův hrob.

## Život

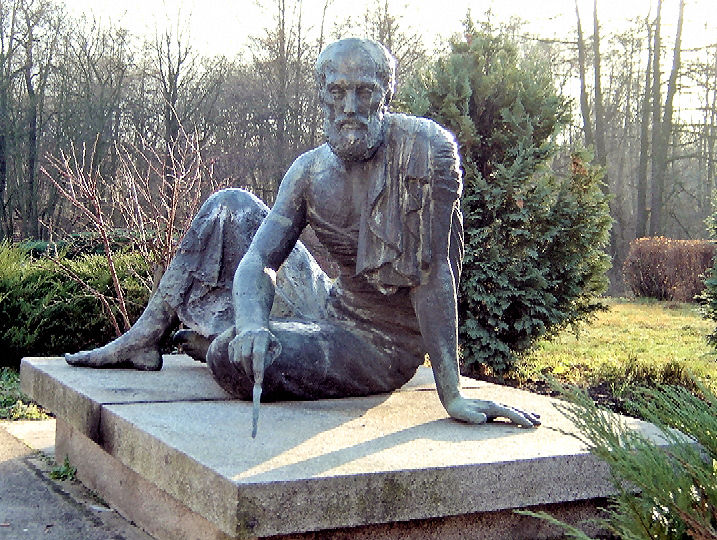
Bronzová socha Archiméda od Gerharda Thiema (1972)

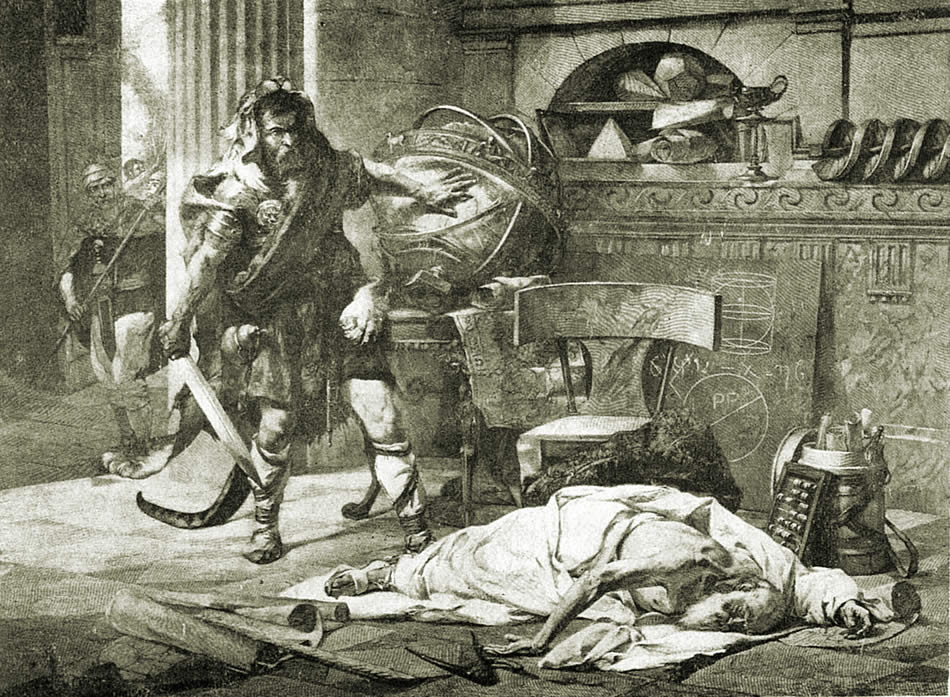
Edouard Vimont (1846–1930) Archimédova smrt

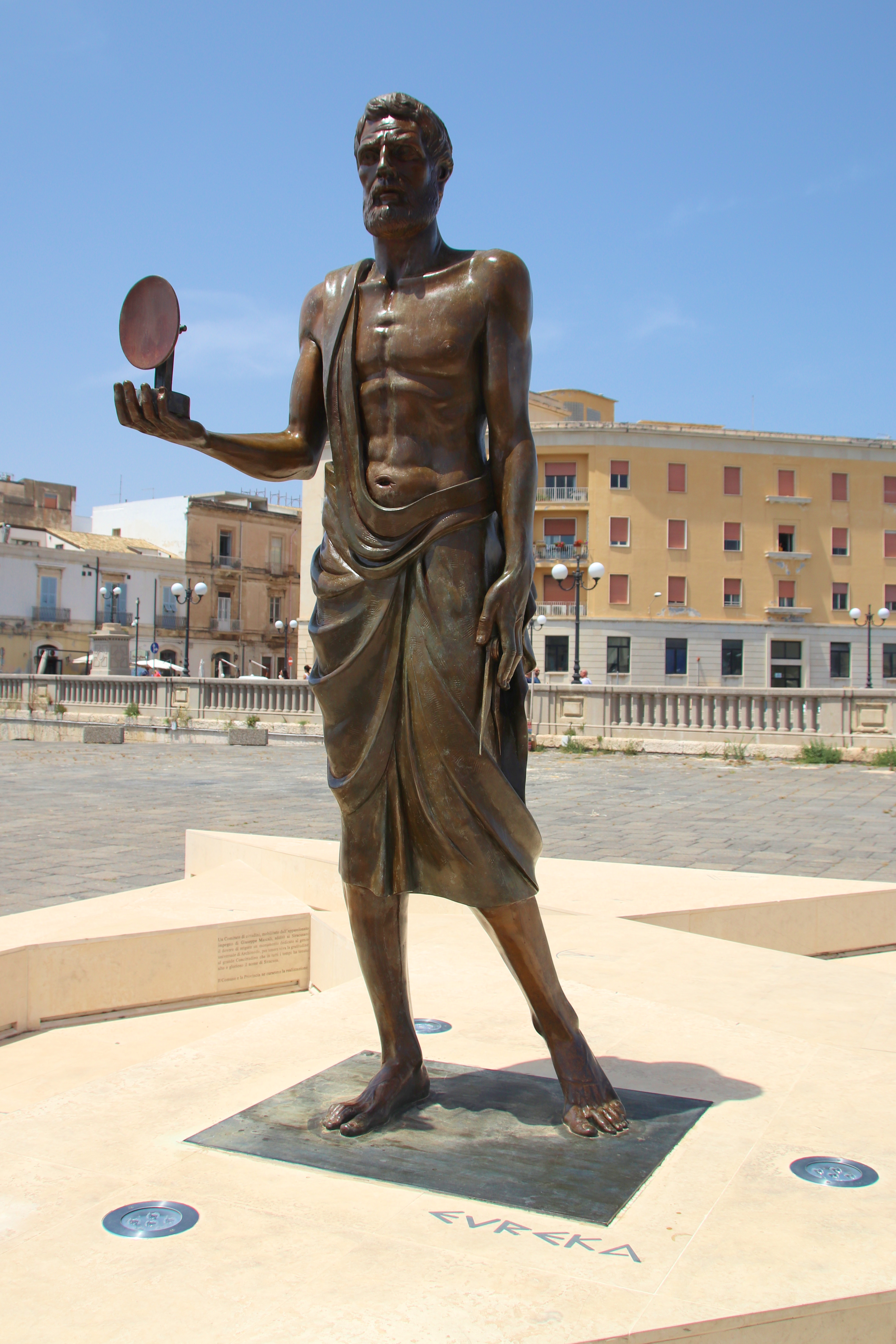
Bronzová socha Archiméda (Heuréka) v Syrakusách - Ortigia (Sicílie)

Archimédés se narodil roku 287 př. n. l. v sicilském přístavním městě Syrakusy. Datum jeho narození je založeno na byzantském letopisci Janu Tzetzovi, podle něhož Archimédés žil 75 let. Archimédovým otcem byl údajně astronom jménem Feidias (Phedia). Plútarchos ve svých Životopisech slavných Řeků a Římanů tvrdí, že Archimédés byl příbuzný syrakuského krále Hieróna II. Nedochovaný Archimédův životopis (Αρχιμήδης βίος, Život Archimédův) byl sepsán jeho přítelem Herakleidem. Z této biografie cituje Eutokiovo Měření kruhu, avšak žádné další podrobnosti se o Archimédově životopisu ani o životopisci nedochovaly. V mládí Archimédés studoval v alexandrijském músaionu, kde poznal Eukleida, Eratosthena z Kyrény či Konóna ze Samu. Ačkoliv Archimédés po studiích odešel zpět do Syrakus, není vyloučeno, že se do Alexandrie někdy vrátil.
V rodném městě působil Archimédés jako stavitel válečných strojů ve službách krále Hieróna. Nezajímal se však o praktické využití svých strojů ani o válku, jeho zájmem bylo technické řešení. Když Syrakusy během druhé punské války oblehli Římané, jeho válečné stroje, které naháněly Římanům hrůzu, se účastnily obrany města. Marcus Claudius Marcellus nakonec město dobyl po dvouletém obléhání, a poté byl Archimédés Římany zabit. Plútarchos nabízí dvě podání: podle jednoho římský legionář poručil Archimédovi jít s ním za generálem Marcellem, ale Archimédés odmítl jít dříve, než vyřeší svůj matematický problém. To vojáka rozzuřilo a Archiméda svým mečem probodl. Druhá Plútarchem nabízená možnost říká, že voják k Archimédovi přistoupil s úmyslem ho zabít, ale ten ho žádal, aby ještě počkal, než vyřeší svou matematickou úlohu. Voják ale neposlechl a zabil ho. Podle Valeria Maxima Archimédés vojáka požádal: „Žádám tě, neruš mi mé kruhy,“ (Latinsky: Noli turbare circulos meos někdy také Noli tangere circulos meos) voják ale Archiméda probodl, aniž by věděl, o koho se jedná. Dalším možnou verzí je, že se Archimédés chtěl vzdát a odejít k Marcellovi, ale vojáci ho zabili, když si mysleli, že ve svých zavazadlech má cennosti. Marcellus byl zprávou o Archimédově smrti rozezlen, považoval ho za cenného a předem nařídil, aby se mu neubližovalo.
Podle Cassia Diona, citovaného Janem Tzetzem, byl Archimédés Marcellem pohřben v rodinné hrobce a pohřbu se účastnili významní Syrakusané a Římané. Římský řečník Cicero popisuje Archimédův pomník jako sloup, na jehož vrcholu je zobrazen válec s vepsanou koulí; podle Plútarcha si to sám Archimédés přál mít na náhrobku. Když v roce 75 př. n. l. sloužil Cicero jako kvestor na Sicílii, ze zvědavosti začal pátrat po Archimédově hrobce, kterou po několika pokusech objevil poblíž Agrigentské brány v Syrakusách zanedbanou a zarostlou křovím. Cicero nechal hrobku a její okolí vyčistit a zrestaurovat. Ciceronův popis hledání hrobky i hrobky samotné je nejstarší její popis a také jediný, jehož autor ji viděl na vlastní oči.
O obléhání Syrakus Římany a smrti Archiméda se zmiňuje 70 let po Archimédově smrti Polybios, z něhož čerpali Plútarchos a Livius. Prvním antickým autorem popisujícím Archimédovu smrt je Cicero, mezi dalšími pak jsou např. Vitruvius a Valerius Maximus, z východořímských pak Ioannes Tzetzes či Ioannes Zonaras.

## Dílo
Archimédés uskutečnil mnoho objevů v matematice a fyzice.
Zatímco jeho ryze teoretické objevy byly známy jen úzkému kruhu odborníků, všeobecnou pozornost budil svými užitečnými technickými vynálezy. Archimédovi se připisuje kolem 40 vynálezů. Je po něm např. nazýván kladkostroj nebo vodní šnekové čerpadlo – uvádí se však, že znalost těchto mechanismů spíše obnovil. Proslul i svou konstrukcí planetária.
Jeho objevy přežily až dodnes, i když řada jeho knih se během času ztratila. Archimédés zřejmě mnoho neexperimentoval, spíše se oddával myšlení.

### Fyzika
Archimédés zkoumal zákonitosti mechanické rovnováhy, a položil tak základy statiky pevných těles. Pod Eukleidovým vlivem se snažil o její axiomatizaci. Definoval řadu důležitých pojmů, jako těžiště nebo statický moment. Zabýval se principy činnosti jednoduchých strojů – páky, kladky, nakloněné roviny, klínu a ozubeného kola a objevil a formuloval zákonitosti jejich rovnováhy.

#### Hydrostatika
Archimédés je považován i za zakladatele hydrostatiky. Zkoumal zákonitosti plování a hydrostatického vztlaku. Uvědomoval si nestlačitelnost vody a dokázal ji pravděpodobně využít pro zjišťování objemu nepravidelných těles. Pochopil význam pojmu hustota, přesně jej formuloval a pravděpodobně nalezl metodu jejího měření dvojím vážením. Formuloval Archimédův zákon. Ve svém díle O plovoucích tělesech též zkoumal stabilitu plování. Zejména se věnoval stabilitě plování ponořeného paraboloidu, který považoval za idealizaci lodního trupu.

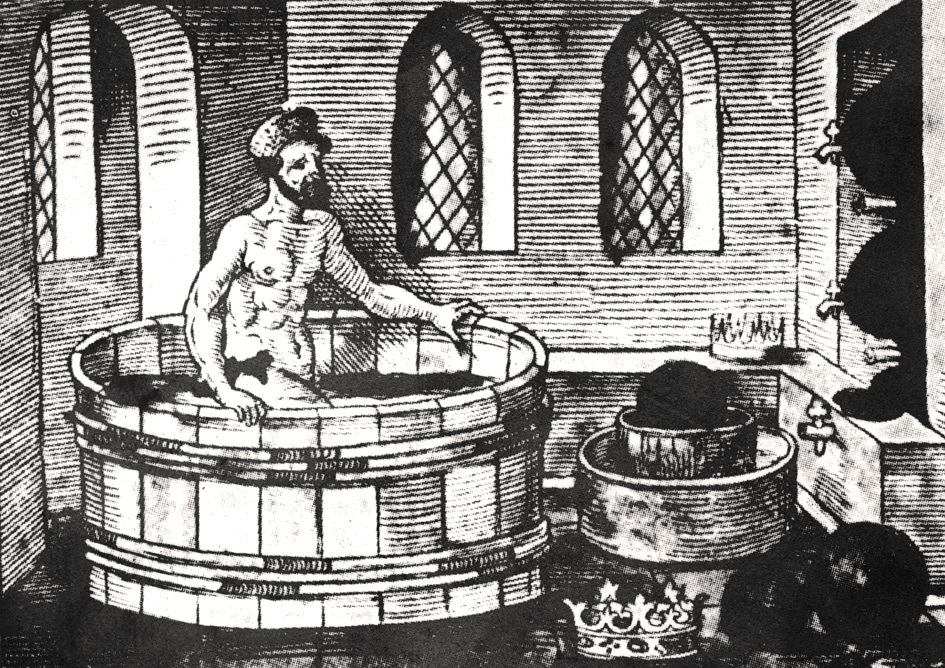
Archimédés běhal zcela nahý syrakuskými ulicemi a volal „Heuréká!“

Jeho objevy týkající se hustoty a vztlaku jsou tradovány i v anekdotické historce o zlaté koruně syrakuského krále.

Archimédés možná použil princip vztlaku k ověření pravosti koruny

Podle Vitruvia si nechal král Hierón II. zhotovit novou zlatou korunu ve tvaru vavřínového věnce a požádal Archiméda, aby zjistil, je-li vyrobena z ryzího zlata, a zda do ní nepoctivý zlatník nepřidal méně ušlechtilé kovy. Archimédés musel vyřešit problém bez poškození koruny, takže ji nemohl přetavit do pravidelného geometrického tvaru, u kterého by mohl spočítat objem, z hmotnosti pak určit i jeho hustotu a porovnat s hustotou zlata. Řešení ho prý napadlo při koupeli, když si všiml, že hladina stoupla, když se ponořil do vody. Uvědomil si, že může využít nestlačitelnost vody, a ponoří-li korunu do nádoby naplněné vodou až po okraj, bude objem přeteklé vody rovný objemu koruny. Podle legendy vyskočil z koupele, zcela nahý probíhal syrakuskými ulicemi a volal „Heuréka“ (řecky: „εὕρηκα!“, což znamená „Nalezl jsem!“). Poté zjistil, že koruna byla vyrobena převážně ze zlata, ale bylo v ní přidáno i stříbro.
Příběh o zlaté koruně se nenachází v žádném z dochovaných Archimédových děl. Navíc proveditelnost popsané metody bývá zpochybňována, vzhledem k extrémní přesnosti, se kterou by musel být změřen objem přeteklé vody. Spekuluje se, že Archimédés mohl namísto toho použít jiné řešení, založené na Archimédově zákonu. Podle něj je těleso ponořené do kapaliny nadlehčováno silou rovnou tíze kapaliny tělesem vytlačené. Mohl tedy např. na vzduchu vyvážit na pákových vahách korunu ryzím zlatem a ponořit korunu i zlaté závaží do vody (viz obrázek vpravo). Kdyby koruna měla menší hustotu, měla by větší objem a byla více nadlehčována. Taková metoda by přitom byla dostatečně citlivá. Již Galileo Galilei považoval za pravděpodobnější, že právě tuto metodu Archimédés použil, neboť kromě její velké přesnosti je navíc založena na zákoně objeveném a popsaném Archimédem.

#### Ničení nepřátelských lodí na dálku

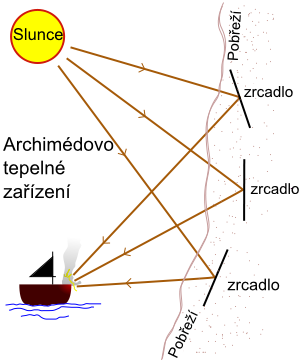
Archimédés mohl použít k zapalování nepřátelských lodí zrcadla

Ve 2. století syrský spisovatel Lúkianos napsal, že při obléhání Syrakus (asi 214–212 př. n. l.) Archimédés zapaloval nepřátelské lodě na dálku. Z pozdější doby (6. století) se dochovalo Anthémiovo tvrzení, že k tomu použil zrcadel.
O funkčnosti této zbraně se diskutovalo již v dobách renesance. Matematik René Descartes tehdy označil tvrzení za lživé. Moderní vědci zrekonstruovali pokus pouze za pomoci prostředků, které Archimédés mohl mít k dispozici a došli k názoru, že využití principu odrazu slunečních paprsků zrcadly a jejich zaměření do jediného bodu na lodi mohlo za určitých podmínek způsobit vzplanutí lodi.
Praktickou zkoušku provedl roku 1973 řecký vědec Ioannis Sakkas. Pokus uskutečnil u námořní základy Skaramagas poblíž Athén. Použil 70 měděných zrcadel o rozměrech 1,5 × 1 metru. Zaměřil je na model římské válečné lodi z překližky ve vzdálenosti 50 metrů. Poté, co byla všechna zrcadla přesně zaměřena, začala loď hořet během několika sekund.
Další praktickou zkoušku uspořádala v roce 2005 skupinka studentů z MIT. K pokusu použili 39 čtverečních metrů zrcadel, která zaměřili na dřevěný model lodi. Ten vzplanul jen tehdy, když bylo nebe bez mráčku a loď se asi deset minut nepohybovala. Nakonec učinili závěr, že za těchto podmínek mohla být zbraň funkční, ale vzhledem k tomu, že je moře od Syrakus směrem na východ, nemohlo být dosaženo energie potřebné k zapálení lodi. Na takto krátkou vzdálenost by bylo výhodnější použít jednodušších prostředků (např. zápalných šípů nebo katapultu). Proto bylo Lúkianovo tvrzení zpochybněno.
Za pravděpodobnější dnes vědci považují možnost, že Archimédés použil k zapalování římských lodí parní kanón, vystřelující projektily na bázi látky známé jako řecký oheň. Tato teorie by více odpovídala Plútarchovu tvrzení, že Archimédova zbraň byla protáhlá, a zprávě Galéna, mluvící o pálícím zařízení, nikoliv o zrcadle; zastával ji pak též Leonardo da Vinci, který načrtl, jakou by zbraň měla mít podobu. Podle Cesare Rossiho z Neapolské univerzity mohl Archimédés vytvořit kanón, který by dokázal vystřelit asi šestikilové projektily rychlostí okolo 60 metrů za sekundu na vzdálenost až 150 metrů.
Další zbraní, o které se dochovaly legendy, je Archimédův dráp, jenž byl rovněž navržen k obraně města Syrakusy před nepřátelskými loděmi. Byl tvořen jeřábem, na kterém byl přivázaný kovový hák. Poté, co se za loď plovoucí poblíž hradeb zahákl, hák ji zvedl nahoru a tím ji převrátil. Současné pokusy potvrdily, že Archimédův dráp mohl být funkčním zařízením.

#### Archimédův šroub

Archimédův šroub umožňuje efektivnější čerpání vody

Většina Archimédových prací z oboru strojírenství vznikla k uspokojení potřeb domovského města Syrakus. Řecký spisovatel Athenaeus z Naucratis popsal, jak král Hiéron II. pověřil Archiméda návrhem obří lodi Syrakúsie, která by mohla být použita pro luxusní cestování a převážení zásob. Syrakúsia byla údajně největší loď postavená v klasickém starověku. Podle Athenaeuse byla schopna pojmout 600 lidí a byla vybavena okrasnými záhony, tělocvičnou a chrámem zasvěceným bohyni Afroditě. Velmi důležitým prvkem na lodi byl Archimédův šroub, jehož úkolem bylo odstranění odpadní vody. Tvořila ho šikmo postavená trubka se zabudovanou spirálou těsně uloženou na hřídeli. Voda byla v kapsách tvořených závity držena gravitací a čerpání bylo prováděno otáčením hřídele.

Čerpadla na principu Archimédova šroubu se užívá dodnes. Jeho velkou výhodou je jednoduchost a spolehlivost i při čerpání silně znečištěných kapalin. Příkladem mohou být šneková čerpadla v pražské čistírně odpadních vod.

### Matematika
Z matematiky znal Archimédés vzorec pro součet nekonečné geometrické řady. Zjistil, že koule určitého průměru, válec a kužel, jejichž průměry základen a výšky jsou stejné jako průměr stejné koule, mají objemy v poměru 2:3:1.
V geometrii zavedl původně negeometrické pojmy: těžiště a těžnice.
| „            | Choval úpěnlivou lásku k čistým spekulacím, při kterých obyčejné potřeby života nebyly brány v úvahu… | “ |
| — Plútarchos | |   |

#### Archimédovská tělesa

Jedno z archimédovských těles, kubooktaedr

Archimédés použil vyčerpávací metodu k přibližnému určení čísla pí

Archimédovské těleso je druh polopravidelného konvexního tělesa (z každého vrcholu vychází stejný počet hran) složeného ze dvou nebo více pravidelných mnohoúhelníků setkávajících se ve stejném vrcholu. Od platónského tělesa se odlišuje tím, že je složeno z více druhů mnohoúhelníků, od Johnsova tělesa tím, že se mnohoúhelníky setkávají ve stejném bodě. Těmito tělesy se Archimédés zabýval v jedné z nyní ztracených prací, které zmiňuje řecký matematik Pappos z Alexandrie ve svém díle Synagogé. Později se jimi zabýval i německý matematik a astronom Johannes Kepler, který ve svém díle Harmonices Mundi sepsal přehled třinácti archimédovských těles. Jeho definice hovoří o polopravidelných, trojrozměrných tělesech eukleidovského prostoru, jejichž stěny tvoří pravidelné mnohoúhelníky dvou či více typů.

#### Výpočet čísla pí
Archimédés se zabýval určením přibližné hodnoty čísla π (pí) – konstanty udávající poměr obvodu kruhu k jeho průměru, také nazývané Ludolfovo číslo. K dosažení správného výsledku využíval postupů, podobných modernímu integrálnímu počtu. Prostřednictvím důkazu sporem mohl úlohy o kruhu řešit s téměř libovolným stupněm přesnosti. Za pomoci vyčerpávací metody určil přibližnou hodnotu čísla π. Nejdříve opsal větší šestiúhelník okolo kruhu a menší vepsal do kruhu. Z obvodů opsaného a vepsaného šestiúhleníku vypočítal horní a dolní odhad π. Poté počet stran mnohoúhelníku zdvounásobil a vypočítal přesnější horní a dolní odhad. Takto postupně počet stran zdvounásoboval až na 96 a určil, že číslo π leží v intervalu:
{\displaystyle 3+{\frac {10}{71}}<\pi <3+{\frac {10}{70}}} (přibližně {\displaystyle 3,140\,8<\pi <3,142\,9}).
Geniální na tomto postupu je, že porovnáním horního a dolního odhadu lze poznat, jak přesně je π vypočteno.
Archimédés dokázal, že plocha kruhu je rovna hodnotě π násobené druhou mocninou poloměru kruhu.
Při měření koule Archimédés používal odmocninu ze 3, kterou udal jako hodnotu mezi 265/153 (přibližně 1,732 023 1) a 1351/780 (přibližně 1,732 051 2). Skutečná hodnota je zhruba 1,732 050 8. K tomuto výsledku však Archimédés neuvádí způsob, jakým k němu došel.

#### Výpočet segmentu paraboly

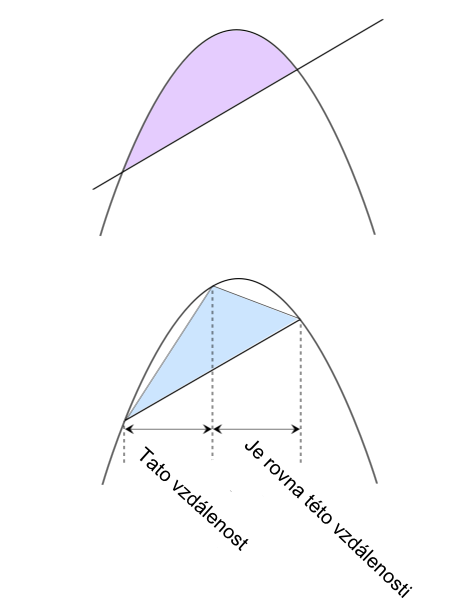
Oblast ohraničená parabolou a přímkou je 4/3 násobek plochy vepsaného trojúhelníka.

V díle Kvadratura paraboly Archimédés dokázal, že oblast ohraničená parabolou a přímkou je 4/3 násobek plochy vepsaného trojúhelníka. Celý matematický problém vyjádřil jako součet nekonečné geometrické řady s kvocientem 1/4:
{\displaystyle \sum _{n=0}^{\infty }4^{-n}=1+4^{-1}+4^{-2}+4^{-3}+\cdots ={4 \over 3}\;.}
Za předpokladu, že první číslo v rovnici je plocha trojúhelníka, je druhé číslo součet dvou trojúhelníků, jejichž "základny" (nejdelší strany) jsou "ramena" (kratší strany) prvního trojúhelníka. Takto součet postupuje do nekonečna.
Tento postup použil nejen na určení obsahu plochy pod parabolou, ale stanovil i objem rotačního paraboloidu, elipsoidu a hyperboloidu.
Metoda je založena na obdobném principu, jaký se dnes používá v integrálním počtu.

### Spisy

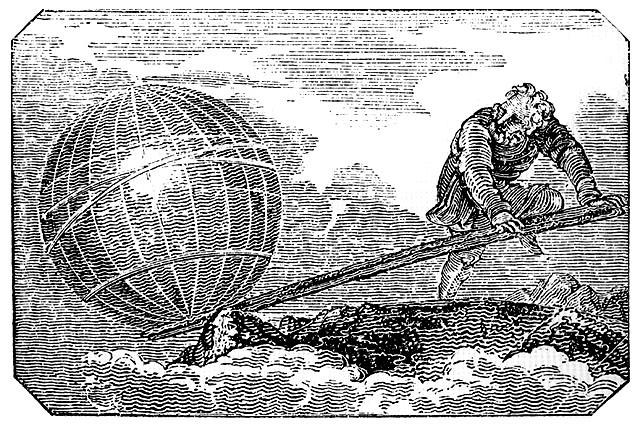
„Dejte mi pevný bod ve vesmíru a já pohnu celou Zemí“

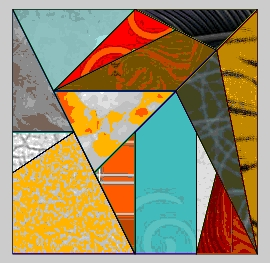
Ostomachion – 14 mnohoúhelníků, které mohly být poskládány do čtverce

Své práce psal Archimédés v dórském dialektu starořečtiny, kterým se mluvilo v tehdejších Syrakusách. Mnoho Archimédových spisů se nedochovalo a jsou nám známy pouze z citací jiných matematiků. Řecký matematik Pappos z Alexandrie zmiňuje Archimédovo dílo Tvoření koule a další práce o mnohostěnu. Theón z Alexandrie cituje poznámku o lomu světla ze ztracené Katoptriky. Archimédovy práce dokládá i korespondence s matematiky v Alexandrii. Jeho spisy shromáždil řecký architekt Isidor z Milétu (asi 530 n. l.), komentáře k jeho dílu napsal v 6. století řecký matematik Eutokios. Archimédovy práce byly přeloženy do arabštiny Thabitem ibn Qurraou a poté do latiny italským vědcem Gerardem z Cremony. Během renesance vyšlo i Editio princeps (první souborné vydání) Archimédových prací v řečtině a latině, které bylo vydáno v Basileji roku 1544 Johannem Herwegenem. Kolem roku 1586 Galileo Galilei vynalezl hydrostatické váhy a je velmi pravděpodobné, že se inspiroval Archimédovým dílem.
Archimédovy práce se nám dochovaly ve třech kodexech: Kodexu A, Kodexu B a Kodexu C (Archimédův palimpsest). Ve všech třech kodexech je obsaženo dílo Rovnováha ploch. V kodexu A a B je Kvadratura paraboly, v A a C jsou O kouli a válci, O měření kruhu a O spirálách. V B a C je O plovoucích tělesech. Kodex A jako jediný obsahuje pojednání o Konoidech a sféroidech a Počítání písku. V Kodexu C se nám dochovala Metoda a Stomachion.
- Rovnováha roviny (dva svazky) – první kniha obsahuje patnáct výroků se sedmi postuláty. Druhá kniha obsahuje deset výroků. V této práci se Archimédés věnuje zákonům páky a používá metody pro výpočet plochy a těžiště u různých geometrických obrazců včetně trojúhelníků, rovnoběžníků a paraboly.[55]

| „            | „Dejte mi pevný bod ve vesmíru a já pohnu celou Zemí.“ | “ |
| — Archimédés |                                                        |   |

- O kouli a válci – V tomto pojednání se Archimédés zabývá měřením objemů a ploch koule a válce. Dokazuje zde, že objem koule je přesně 2/3 válce kouli opsaného.
- Rovnováha ploch – V tomto díle Archimédés nalézá těžiště trojúhelníku a věnuje se zákonu rovnováhy.
- O měření kruhu – krátké dílo se skládající se ze tří výroků. Je napsáno v podobě korespondence a Archimédés v něm dokazuje, že hodnota čísla π (pí) je větší než 223 / 71 a menší než 22 / 7. Tento výpočet byl používán jako aproximace po celý středověk.
- O spirálách – dílo pojednávající o Archimédově spirále, kvadratuře kruhu a rozdělení úhlu na třetiny.
- O konoidech a sféroidech – v tomto díle se Archimédés věnuje výpočtům přímkových ploch konoidu a sféroidu.

- Kvadratura paraboly – dílo ve formě dopisu, který Archimédés napsal svému příteli Dositheusovi, v němž dokazuje, že oblast ohraničená parabolou a přímkou jsou 4 / 3 násobené obsahem trojúhelníka se stejnou základnou a výškou.

- Stomachion – dílo bylo objeveno na Archimédově palimpsestu („palimpsest“ je oškrábaný pergamen). Archimédés vytvořil hlavolam skládající se ze 14 mnohoúhelníků, které mohly být mnoha způsoby poskládány do čtverce. Archimédés se údajně snažil zjistit kolika způsoby je to možné. Reviel Netz ze Stanfordovy univerzity vypočítal, že je to možné 17 152 způsoby. Z tohoto příkladu Netz usuzuje, že Archimédes byl prvním, kdo se zabýval kombinatorikou[57]
- O počítání písku – v tomto díle Archimédés vypočítavá, kolik zrn písku by se vešlo do vesmíru. Dále kniha pojednává o heliocentrickém modelu vesmíru, vzdálenosti mezi jednotlivými nebeskými tělesy a velikosti Země. Archimédés došel k závěru, že by se do vesmíru mohlo vejít 8×1063 zrnek písku.[58]

- Archimédés také sepsal hlavolam, ve kterém se sčítá Héliovo nebeské stádo. Tento hlavolam je napsán ve verších, které skrývají aritmetický problém o osmi neznámých a sedmi rovnicích. Dále z něj vyplývají i některé podmínky (např.: musí vyjít celé číslo). Současní matematici dokázali, že nejmenší možné řešení je 206 456.[59]
- Metody vytváření mechanických teorémů – pojednání se ztratilo až do objevu Archimédova palimpsestu v roce 1906. V této práci Archimédés ukazuje, jak s pomocí nekonečného množství nekonečně malých částí může být určena plocha nebo objem.[60]

- O plovoucích tělesech – zde se Archimédés zabývá stabilitou plovoucích těles různých tvarů, zvláště paraboloidů.[61] Badatel Reviel Netz jej označuje za základ hydrostatiky.[62]

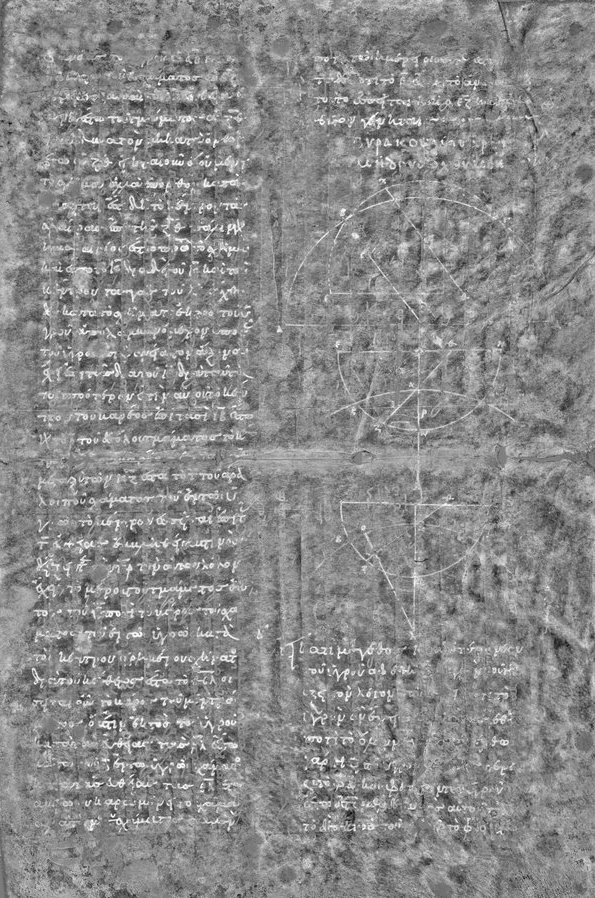
Jeden z listů Archimédova palimpsestu pod speciální lampou, zřejmě pomocí rentgenové fluorescence železa z inkoustu

Archimédův palimpsest je rukopis napsaný formou kodexu. Tato kopie Archimédova díla byla zhotovena v 10. století anonymním písařem. Ve 12. století byly pergamenové listy Archimédovy práce vyškrábány, přeloženy na polovinu a přepsány liturgickým textem. Vyškrábání textu ale není úplné a díky použití speciálních lamp s využitím ultrafialového a infračerveného záření byla Archimédova práce znovu přečtena.

## Odkaz

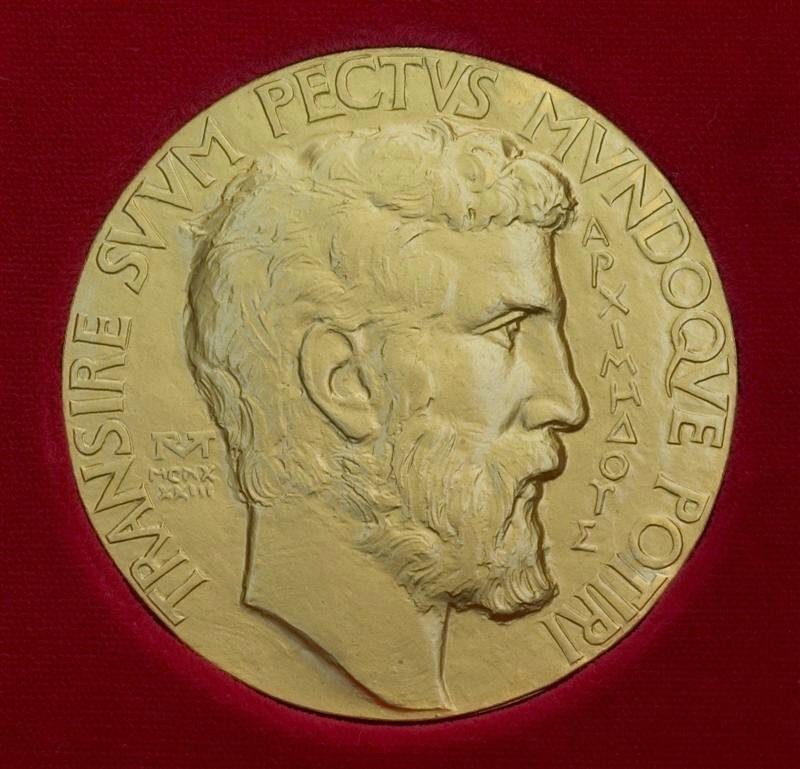
Matematická Fieldsova medaile nese Archimédův portrét

Po Archimédovi byla pojmenována řada objektů, na Měsíci například kráter (29,7° S, 4.0° Z) a pohoří Montes Archimedes (25,3° S, 4.6° Z). Také je po něm pojmenován asteroid 3600 Archimedes.
Archimédův výkřik: „Heuréka!“ je mottem Kalifornie, zde ovšem připomíná objev zlata v tomto regionu roku 1848.

### Literatura

Archimēdous Panta sōzomena, 1615